# Водяные змеи I
«Водяные змеи I» (нем. Wasserschlangen I), также «Подруги» (нем. Freundinnen) — картина австрийского художника Густава Климта, написанная им в 1904 году с некоторыми изменениями, выполненными в 1907 году. Относится к так называемому «золотому периоду» творчества художника. Хранится в венской галерее Бельведер. Вторая картина с тем же названием, уже в горизонтальной композиции, была написана Климтом приблизительно в это же время масляными красками на холсте большего формата.
«Водяные змеи I» оцениваются климтоведами как определённая вершина в развитии тематического цикла о водяных нимфах, в котором он по-символистски искал возможности для визуализации скрытых для человека внеземных миров и исследовал загадки мира и чудеса природы. В конце XIX века европейские художники и скульпторы в таком стремлении обращались к тематике не только потусторонних миров, но и водного мира и проявляли интерес к изображению их обитателей в античных и средневековых мифах о данаидах, сиренах, нереидах, Офелии, Мелюзине, водяных духах и русалках. Работа над произведениями живописи и скульптуры с такими сюжетами одновременно позволяла изображать обнажённых женщин, не опасаясь цензуры. Климт, знакомый с творчеством прерафаэлитов, по примеру «Гиласа и нимф» Джона Уильяма Уотерхауса изобразил водяными змеями двух прижавшихся друг к другу обнажённых по пояс гибких девушек, но уже без какого-либо мифологического прикрытия, а потому особенно деликатно.
Обнажённая женская спина, ласкания груди придают сафической сцене совершенно особое эротическое очарование, которое также обнаруживается в чувственном и, благодаря прикрытым глазам, мечтательном выражении лица. Художник скрыл нижнюю часть девичьих тел, обыграв их формы узорчатыми прозрачными тканями. Для правдоподобности глубоководной сцены он добавил в правый нижний угол поблёскивающую голову рыбы, которая застывшим глазом ловит взгляд зрителя, на заднем плане извивается кольцами сильное змеиное тело, а на переднем плане на меловом дне золотятся на свету в мягком течении водоросли. Узкий вертикальный формат и композицию художник мог позаимствовать из иллюстрации Фернана Кнопфа к герметическому стихотворению Стефана Малларме с мрачным содержанием и скрытыми смыслами «Умолкнув с тучей высоты» (фр. A la nue accablante tu), опубликованному в 1895 году в германском журнале Pan. В написании этого пергамента Климт мог также вдохновиться «Фатализмом» Яна Торопа, который участвовал в выставке Венского сецессиона 1901 года, портретом библейской Евы со змеёй «Грех» Франца фон Штука или «Глубинами моря» Эдварда Бёрн-Джонса. В «Водяных змеях» Климт применил собственную технику орнаментации, которую Людвиг Хевеши столь удачно назвал «живописной мозаикой».
В марте 1907 года Климт передал «Водяных змей» в галерею Митке на продажу. Посетивший галерею Хевеши оказался под глубоким впечатлением от роскошно выполненной работы и писал об «изысканном анатомическом своеобразии» стройных обнажённых красавиц, которое «пользуется человеческими образами лишь в качестве сырья для играющей формами фантазии». В 1908 году картину приобрёл сталелитейный магнат Карл Витгенштейн, затем она оказалась в коллекции Густава Учицки. В 1956 году галерея Бельведер приобрела «Водяных змей» через антикварный магазин Л. Т. Ноймана.
- Ян Тороп. Фатализм. 1893
- Франц фон Штук. Грех. 1893
- Густав Климт. Подруги. Иллюстрация в журнале Ver Sacrum. 1903